# 阿尔弗雷德·塔斯基
阿尔弗雷德·塔斯基（英語：Alfred Tarski，1901年1月14日—1983年10月26日）是一名波兰裔美国逻辑学家和数学家。塔斯基1939年移居美国，一直任教于加利福尼亚大学伯克利分校。他是华沙学派成员，广泛涉猎抽象代数、拓扑学、几何学、测度论、数理逻辑、集论和分析哲学等领域，专精于模型论、元数学、代数逻辑。
逻辑学家们将塔斯基的成就与亚里士多德、弗雷格、伯特兰·罗素和哥德尔相提并论。他的传记作者安妮塔和所罗门·费夫曼写道：“塔斯基和同时代的哥德尔一起改变了逻辑学在20世纪的面目，尤其是通过他对真值概念和模型论的研究。”

## 生平
塔斯基生于沙俄統治時期波蘭華沙一个宽裕的犹太家庭，原名阿尔弗雷德·泰特尔鲍姆（Alfred Teitelbaum）。有人猜测他的聪慧继承自母亲罗莎·普拉萨（Rosa Prussak）。他的数学才能最初在华沙的私立高中马佐夫舍学校（Szkoła Mazowiecka）得到加强。然而1918年进入华沙大学时塔斯基原本想读生物学。
1919年波兰从沙俄的统治下独立之后，华沙大学在扬·武卡谢维奇、斯坦尼斯瓦夫·雷斯涅夫斯基和瓦茨瓦夫·谢尔宾斯基的领导下迅速成为世界领先的逻辑学、数学基础和数学哲学研究机构。莱斯涅夫斯基在一次偶然的机会中结识了塔斯基并发现了他的天才，因此说服他为数学放弃生物学。此后塔斯基修习了武卡谢维奇、谢尔宾斯基、斯特凡·馬祖爾凱維奇和塔德乌什·柯塔宾斯基教授的课程，并成为唯一一位能够从莱斯涅夫斯基手下毕业的博士。然而塔斯基和莱斯涅夫斯基的关系很快变得冷淡。在私底下莱斯涅夫斯基有时用一些反犹太主义的词来形容塔斯基。不过塔斯基一直热情称赞Kotarbiński。
1923年阿尔弗雷德·泰特尔鲍姆和他的兄弟瓦茨瓦夫（Wacław）发明了“塔斯基”（Tarski）这个听起来更加波兰化、更容易拼写和发音的新姓氏，并改姓“塔斯基”（许多年后塔斯基竟然在美国北加利福尼亚州遇见一位和他同名同姓的人）。塔斯基兄弟俩还改信波兰人的主流宗教——罗马天主教，尽管阿尔弗雷德当时声称自己是无神论者。阿尔弗雷德认识到他面临毕业，而一位犹太人很难在新的波兰高校系统中谋取一份正式的工作。当时塔斯基拥有波兰籍并且将自己视作土生的波兰人。即便移居美国之后，塔斯基依然在家里讲波兰语。
1929年塔斯基和一位教师同事Maria Witkowska结婚。Maria Witkowska是一位土生的波兰人、天主教徒后代，在波兰独立战争中曾经为军队当邮递员。他们育有一子一女，儿子扬·塔斯基后来成为一位物理学家，女儿嫁与数学家安德热·伊伦弗赫特。
作为当时华沙大学历史上最年轻的博士毕业后，塔斯基在波兰师范学院教授逻辑学、在华沙大学教授数学和逻辑学，并当武卡谢维奇的助手。由于这三份工作的薪水微薄，塔斯基还在华沙的一间高中当数学教师。第二次世界大战前的欧洲，这种在高中教书的研究人才比比皆是。因此自1923年到1939年离开欧洲之前，塔斯基一边通过在高中教书养家糊口，一边撰写了若干教材和很多论文，其中有些取得了突破性的成就。塔斯基曾经申请利沃夫大学的哲学教职，然而这个职位被伯特兰·罗素推荐的雷奧·屈斯克特取得。1937年塔斯基申请波兹南亚当·密茨凯维奇大学的职位；然而波兹南大学宁可废弃此职位也不愿雇佣一位犹太人的后裔。:102-3
1930年2月塔斯基受卡尔·门格尔的邀请访问维也纳大学做了三次演讲，同时结识了库尔特·哥德尔。得益于一项研究经费资助，塔斯基1935年上半年再次访问维也纳和门格尔的研究小组一起工作。他从维也纳出发访问了巴黎，并在维也纳学派发起的科学统一运动第一次会议上讲解了他的真值概念。哈佛大学因此邀请他赴美国参加1939年秋天的科学统一大会，也间接地从纳粹手下救了塔斯基一命。塔斯基1939年8月离开波兰所乘的正是德国发动波兰战役之前开往美国的最后一艘船。当时莱斯涅夫斯基已经逝世并留下一个教职空缺，塔斯基因此踌躇不决。他并没有清楚意识到纳粹的威胁，以至于离开时留下妻儿在波兰，没想到直至1946年才能团圆。二战期间，塔斯基家族的多数成员都被纳粹杀害。
到美国之后，塔斯基先后担任一些临时的教学和研究职位，包括：1939年在哈佛大学、1940年在纽约市立学院，以及1942年受古根海姆獎资助在普林斯顿高等研究院并与哥德尔重逢于此。1942年塔斯基获加州大学伯克利分校聘用，他一直在伯克利工作至退休。1945年塔斯基加入美国籍。1968年塔斯基从伯克利退休，不过他坚持授课至1973年，并一直指导博士生直至逝世。在伯克利，塔斯基被公认是一位严厉的教师：
塔斯基在伯克利的讨论版很快变成逻辑学的发电站。他的多数学生现在都已成为杰出的数学家，在他们的记忆中塔斯基运用他可怕的精力狡猾地引导他们做出最好的工作，并总是要求最高标准的清晰和精确。" Times obituary. （页面存档备份，存于）
“塔斯基性格外向、思维敏捷、意志坚强、精力充沛而言辞尖锐。他喜欢合作研究——有时和某位同事彻夜工作——而且对于做事的轻重缓急非常挑剔。”（Gregory Moore, "Alfred Tarski" in Dictionary of Scientific Biography）。
"塔斯基是一位有魅力的领导和教师，他的思维十分严密而讲解时却欲言又止。塔斯基用可怕的高标准要求学生，但有时也善于鼓励，特别是对女性。有些学生被他吓跑，但有些学生留下来，其中很多成为相关领域世界知名的数学领袖。" 
塔斯基一共指导过24名博士，其中5名女性，并且深刻影响了Alfred Lindenbaum、达纳·斯科特和Steven Givant的博士论文。他的学生包括：安傑伊·莫斯托夫斯基、朱莉娅·罗宾逊、羅伯特·勞森·沃特、所罗门·费弗曼、理查德·蒙塔古、J. Donald Monk、Donald Pigozzi、Roger Maddux，以及模型论经典教材的作者张晨钟 和 H·傑爾姆·基斯勒。塔斯基先后在这些地方讲过课：伦敦大学学院（1950, 1966），巴黎亨利·庞加莱研究院（1955），伯克利米勒基础科学研究院（1958-1960），加州大学洛杉矶分校（1967）以及智利天主教大学（1974-75）。塔斯基是美国国家科学院和英國國家學術院院士，并于1944-1946年、1956-1957年先后担任符号逻辑学会和国际科学史与科学哲学联盟主席。

## 工作

### 数学贡献
在数理逻辑学家中塔斯基的数学兴趣特别广泛。他的论文集长达2500页，多数论文是关于逻辑以外的数学分支。
塔斯基19岁时发表第一篇论文，内容集合论。1924年他和斯特凡·巴拿赫合作证明了一个球面可以被切割成有穷块后拼接成一个更大的球面，或者和原来球面一样大小的两个球面。现在人们称之为巴拿赫-塔斯基悖论。
在《初等代数和几何的一个判定方法》一文中，塔斯基运用量词消去法证明只有加法和乘法的实数一阶理论是可判定的。（虽然塔斯基迟至1948年才发表这个结论，但他早在1930年即完成证明并在1931年的一篇论文中提到。）这个结论之所以有趣，在于阿隆佐·邱奇在1936年证明了一阶逻辑中的真命题是不可判定的。1953年塔斯基和他的合作者们一起在《不可判定理论》一书中证明了很多数学公理系统（包括：格论、射影几何、内部代数、群论）是不可判定的。
1941年，塔斯基发表了一篇关于二元关系的重要论文，开启了他对关系代数及其元数学的研究。尽管塔斯基进一步的研究以及罗杰·林登（Roger Lyndon）的相关工作揭示了关系代数的一些重要局限性，他也证明关系代数能够表达多数集合论公理和皮亚诺算术公理。1940年代末，塔斯基和他的学生们发展了圆柱代数 ，其相对于一阶逻辑的重要性就如同二元布尔代数相对于命题逻辑。